# West Milton, Ohio
West Milton là một làng thuộc quận Miami, tiểu bang Ohio, Hoa Kỳ. Năm 2010, dân số của làng này là 4630 người.

## Dân số
- Dân số năm 2000: 4645 người.
- Dân số năm 2010: 4630 người.